# Sonbul-myeon
Sonbul-myeon (koreanska: 손불면) är en socken i Sydkorea. Den ligger i kommunen Hampyeong-gun i provinsen Södra Jeolla, i den sydvästra delen av landet, 275 km söder om huvudstaden Seoul.